# 入射加群
数学において、入射加群（にゅうしゃかぐん、英: injective module）、あるいは移入加群（いにゅうかぐん）とは、関手 Hom(–, E) が完全となるような加群 E のことである。 
ホモロジー代数における基本的な概念のひとつ。

## 動機
一般の加群 Q に対して反変関手 Hom(–, Q) は左完全である。
つまり任意の短完全列
{\displaystyle 0\to N\to M\to K\to 0}
に対して
{\displaystyle 0\to \operatorname {Hom} (K,Q)\to \operatorname {Hom} (M,Q)\to \operatorname {Hom} (N,Q)}
は完全である。
この関手 Hom(–, E) が完全となる、つまり
{\displaystyle 0\to \operatorname {Hom} (K,Q)\to \operatorname {Hom} (M,Q)\to \operatorname {Hom} (N,Q)\to 0}
が完全となる加群 Q のことを移入加群と呼ぶ。 

## 移入加群の特徴づけ
R を単位元をもつ環とし、以下では加群はすべて左 R 加群、射はすべて左 R 加群の準同型を指すことにする。
加群 Q が移入加群であることは次のいずれの条件とも同値である。
- 関手 Hom(–, Q) が完全である、つまり任意の短完全列 0 → N → M → K → 0 に対して 0 → Hom(K, Q) → Hom(M, Q) → Hom(N, Q) → 0 も短完全列である
- 任意の単射 N → M に対して Hom(M, Q) → Hom(N, Q) は全射である
- 任意の加群 M と正の整数 n に対して Extn(M, Q) = 0
- 任意の巡回加群 C に対して Ext1(C, Q) = 0
- 任意の単射 f : X → Y と射 g : X → Q に対して h f = g となる射 h : Y → Q が存在する

- 任意の単射準同型 f : Q → M は分裂単射
- 任意の短完全列  0 → Q → M → K → 0 は分裂する

## 自己移入環
環 R が自身の上の左加群として移入的であるとき、左自己移入環と呼ぶ。右自己移入環も同様。

## 性質
- Qi はすべて移入加群 ⇔ ∏Qi は移入加群

## Baerの判定法
左 R-加群 Q が移入加群であるための必要十分条件は、R の任意の左イデアル L と任意の準同型 L→Q に対して、その拡張 R→Q が存在することである。

## 移入分解と移入次元
加群 M に対し、各 {\displaystyle Q_{i}} が移入加群であるような次の完全列
{\displaystyle 0\to M\to Q_{0}\to Q_{1}\to \cdots \to Q_{n}\to Q_{n+1}\to \cdots }
を M の移入分解という。任意の加群は移入分解をもつ。すべての i > n に対し Qi = 0 であるような移入分解を長さ n の移入分解という。そのような n が存在する場合その最小値を M の移入次元といい、存在しない場合は移入次元は ∞ という。ただし、{0} の移入次元は −1 とする。移入次元は id(M) と書かれる。R-加群 M と整数 n ≥ 0 に対して以下は同値。
- id(M) ≤ n.
- 任意の R-加群 X に対して、{\displaystyle \operatorname {Ext} _{R}^{n+1}(X,M)=\{0\}.}
- 任意の i ≥ n+1 と任意の R-加群 X に対して、{\displaystyle \operatorname {Ext} _{R}^{i}(X,M)=\{0\}.}